# Melophorus fulvohirtus
Melophorus fulvohirtus är en myrart som beskrevs av Clark 1941. Melophorus fulvohirtus ingår i släktet Melophorus och familjen myror. Inga underarter finns listade i Catalogue of Life.